# Marukawichthys
Marukawichthys is een geslacht van straalvinnige vissen uit de familie van ereunen (Ereuniidae).

## Soorten
- Marukawichthys ambulator Sakamoto, 1931
- Marukawichthys pacificus Yabe, 1983